# Kazimierz Bojarski
Kazimierz Bojarski ps. „Skówka” (ur. 13 września 1911 w Lubzinie, zm. 1970 tamże) – polski konspirator, uczestnik kampanii wrześniowej, kapral Armii Krajowej, dowódca oddziału partyzanckiego „Ropczyce I AK”, działacz społeczny związany z Ochotniczą Strażą Pożarną.

## Życiorys
Urodził się w rodzinie chłopskiej, syn Władysława i Weroniki z d. Reguła. Ukończył szkołę powszechną w Lubzinie. Przed wstąpieniem do wojska był członkiem Ochotniczej Straży Pożarnej w Lubzinie. Został odznaczony Brązowym Medalem Za Zasługi dla Pożarnictwa. W latach 1932–1933 odbywał służbę wojskową w Wojsku Polskim II RP w trakcie której ukończył szkołę podoficerską w stopniu kaprala. Brał udział w kampanii wrześniowej. Podczas okupacji niemieckiej mieszkał w Lubzinie. Uczestniczył w konspiracji niepodległościowej Związku Walki Zbrojnej/AK na terenie placówki AK Ropczyce I w Obwodzie ZWZ/AK Dębica. Organizator i dowódca plutonu partyzanckiego tej placówki. Brał udział w akcji „Burza” – bitwie pod Kałużówką i dowodził plutonem placówki Ropczyce I AK, który wchodził w skład II Zgrupowania. 
W końcu 1945 zwerbowany do pracy konspiracyjnej w strukturach WiN na terenie Rady Powiatowej WiN Dębica. W latach powojennych zajmował się kolportażem prasy konspiracyjnej. Został zatrzymany przez PUBP Dębica 12 III 1949 i uwięziony.
W dniu 30 IX 1950 wywieziony z CWK Wronki do ZK Potulice, skąd został zwolniony 12 III 1954 po odbyciu kary więzienia. Po opuszczeniu surowego więzienia powrócił do rodzinnej Lubziny gdzie zmarł w 1970 roku. Został pochowany na cmentarzu parafialnym w Lubzinie.